# 바다이구아나
바다이구아나(학명: Amblyrhynchus cristatus)는 갈라파고스 제도에서 발견되는 이구아나로 도마뱀아목 중 유일하게 바다에서 위장하고, 생존할 수 있는 능력을 가진 바다 파충류이다. 10m 높이에서 물속으로 뛰어들 수 있으며, 갈라파고스 군도 전역에 퍼져 있어, 종종 갈라파고스바다이구아나로도 부른다. 주로 바위가 많은 해변에 서식하며, 늪이나 망그로브 해변에 흩어져 있기도 하다. 이구아나과, 바다이구아나속으로 분류되는 이구아나이다. 바다이구아나속의 유일종이다.

## 분포
에콰도르 갈라파고스의 고유종이다.

## 형태
길이 120 – 150 cm. 머리나 목 부분이 굵고 짧다. 머리 뒤쪽은 혹 모양으로 돌출되어 있다. 목 뒷부분에는 12-20개의 가시 모양의 볏이 즐비하고, 몸 뒤쪽에서 꼬리 끝에 걸쳐 무늬가 가득하다. 꼬리는 몸길이의 1.5 배에 달한다. 이것은 바다에서 큰 추진력을 얻을 수 있다. 체색은 녹색, 회색, 갈색으로 기온이 높으면 밝은 색으로, 기온이 낮으면 어두운 색이 된다. 어두운 체색은 체온을 올리기 위한 역할을 하고, 주변의 암초와 비슷한 보호색이 된다.
콧구멍은 체내에 쌓인 염분을 배출하는 선을 가지고 있다. 사지와 손가락 마디는 견고하고, 또한 손가락은 길고, 날카로운 발톱이 자란다. 이것은 해저 바위에 손톱을 구부려 몸을 고정하고 빠른 해류에서도 음식을 얻을 수 있게 한다.

## 분류
이구아나과 내에서 육지 이구아나 속에 가깝다고 생각되고 있다. 이 종은 육지 이구아나 속은 다른 시기에 갈라파고스 제도에 침입한 이구아나류에서 각각 진화했다고 믿어진다. 7 ~ 9가지 변종으로 나뉜다.
- Amblyrhynchus cristatus albemarlensis　(Eibl - Eibesfeldt, 1962)
- Amblyrhynchus cristatus cristatus　(Bell, 1825) 페르난디 바다 이구아나
- Amblyrhynchus cristatus hassi　(Eibl - Eibesfeldt, 1962)
- Amblyrhynchus cristatus mertensi　(Eibl - Eibesfeldt, 1962) 산챠고 바다 이구아나
- Amblyrhynchus cristatus nanus Garman, 1892
- Amblyrhynchus cristatus sielmanni　(Eibl - Eibesfeldt, 1962)
- Amblyrhynchus cristatus venustissimus　(Eibl - Eibesfeldt, 1962) 에스파뇨라 바다 이구아나

## 생태
암초 해안에 서식하며, 무리를 지어 생활한다. 갈라파고스 군도 주변 해역은 한류로 바닷물이 수온이 낮기 때문에 바다에서 나와 일광욕을 하면서 체온을 올린다. 체온이 너무 오르면, 바위 그늘이나 나무 그늘에 피난한다. 사지를 몸통에 붙이고, 꼬리를 흔들어 수영한다. 위험을 느낄 때 콧구멍에서 염분을 몰아치는 위협 행동을 취한다. 어린 새끼는 용암 갈매기나 갈라파고스 매에 포식되는 경우도 있다.
식성은 초식을 하며 주로 해초를 먹는다. 게와 강치의 배설물, 다육 식물을 먹기도 한다. 바다의 바위에 묻은 해초는 잠수하면서 먹는다.
1-2 월 수컷끼리 세력권을 놓고 머리를 누르며, 번식 경쟁을 위해 싸운다. 사육 형태는 난생이다. 1-4 월 모래에 구멍을 파고, 1 회에 1-6 개의 알을 낳는다.

## 인간과의 관계
대항해 시대는 식용으로 한 적도 있었다. 식용과 남획으로 개체수는 격감했지만, 현재 갈라파고스 제도는 국립공원으로 지정되어 있기 때문에 멸종의 위험은 낮다고 생각된다. 그러나 엘니뇨로 인해 주식으로 먹고 있던 해조류가 감소하고 굶주린 개체도 출현하고 있다.

## 사진

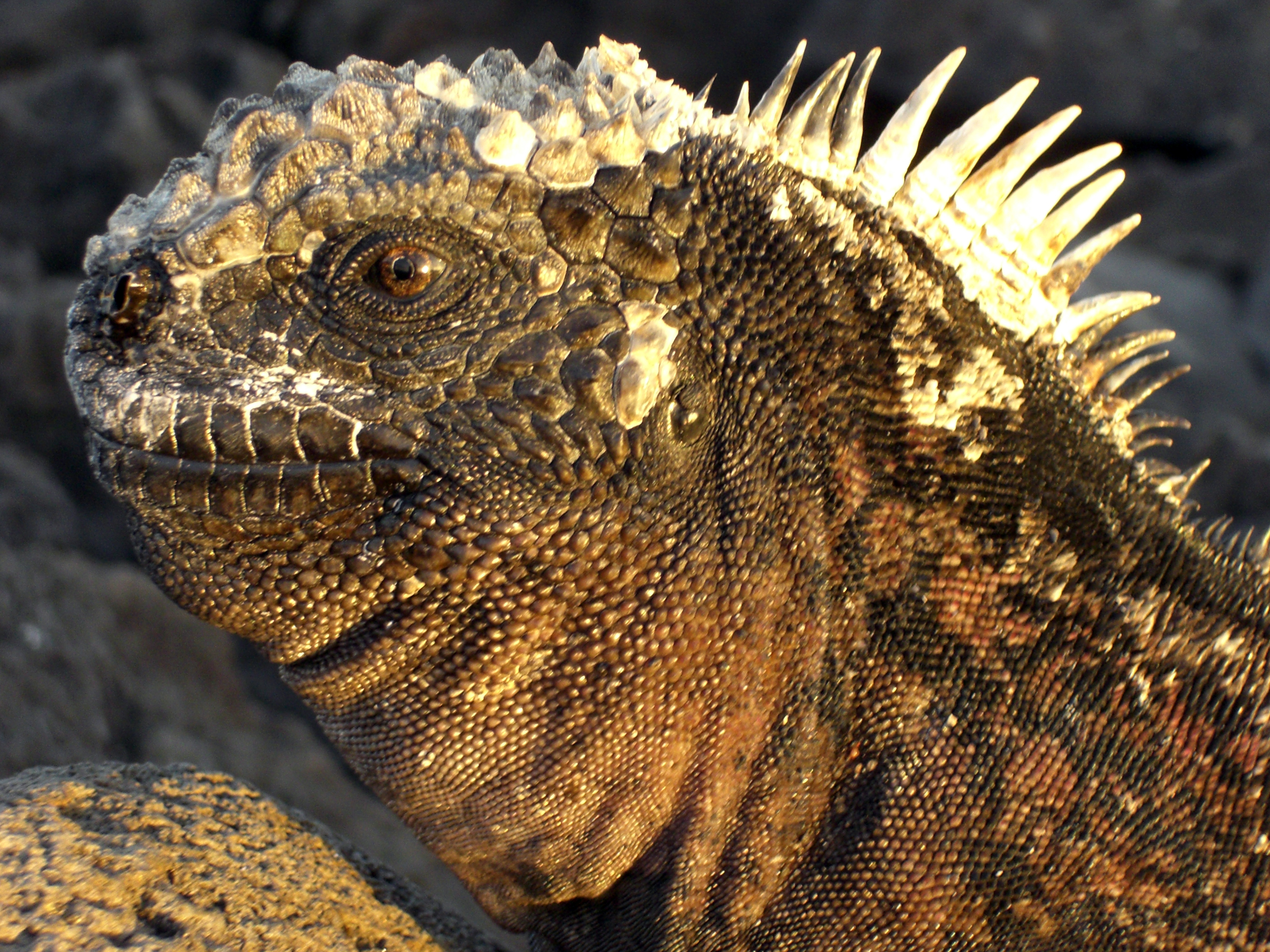
머리
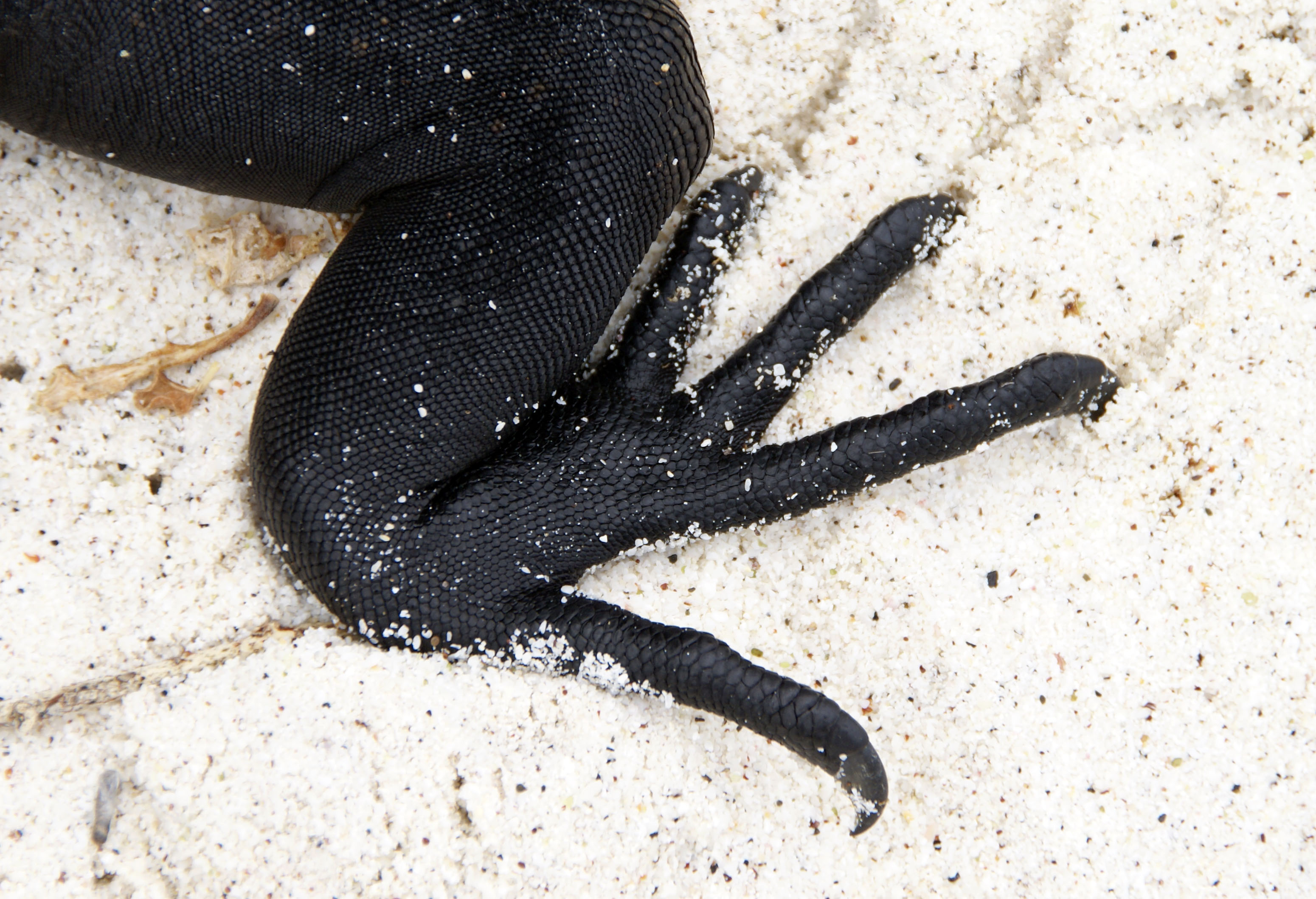
사지
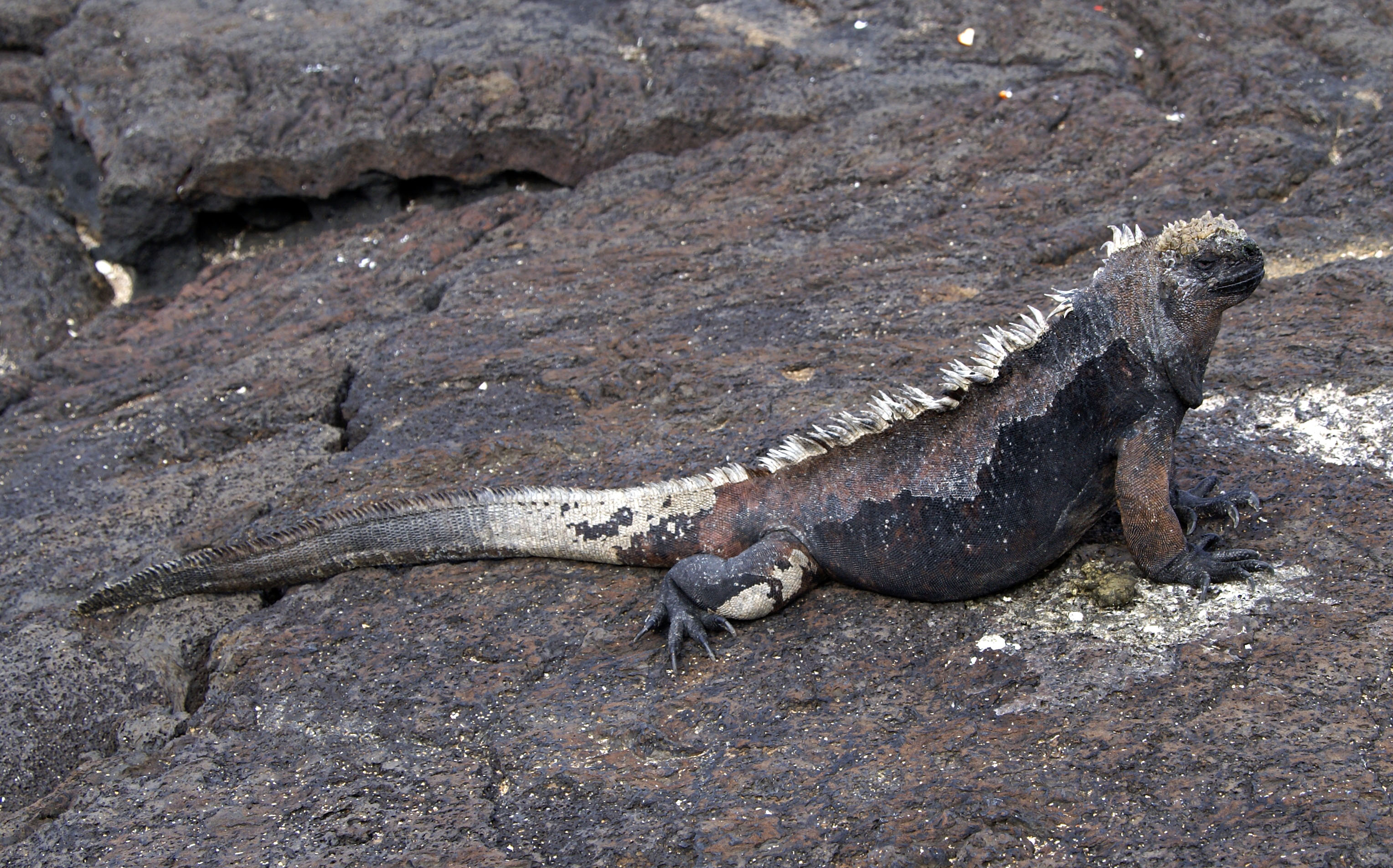
변종 산차고 바다 이구아나
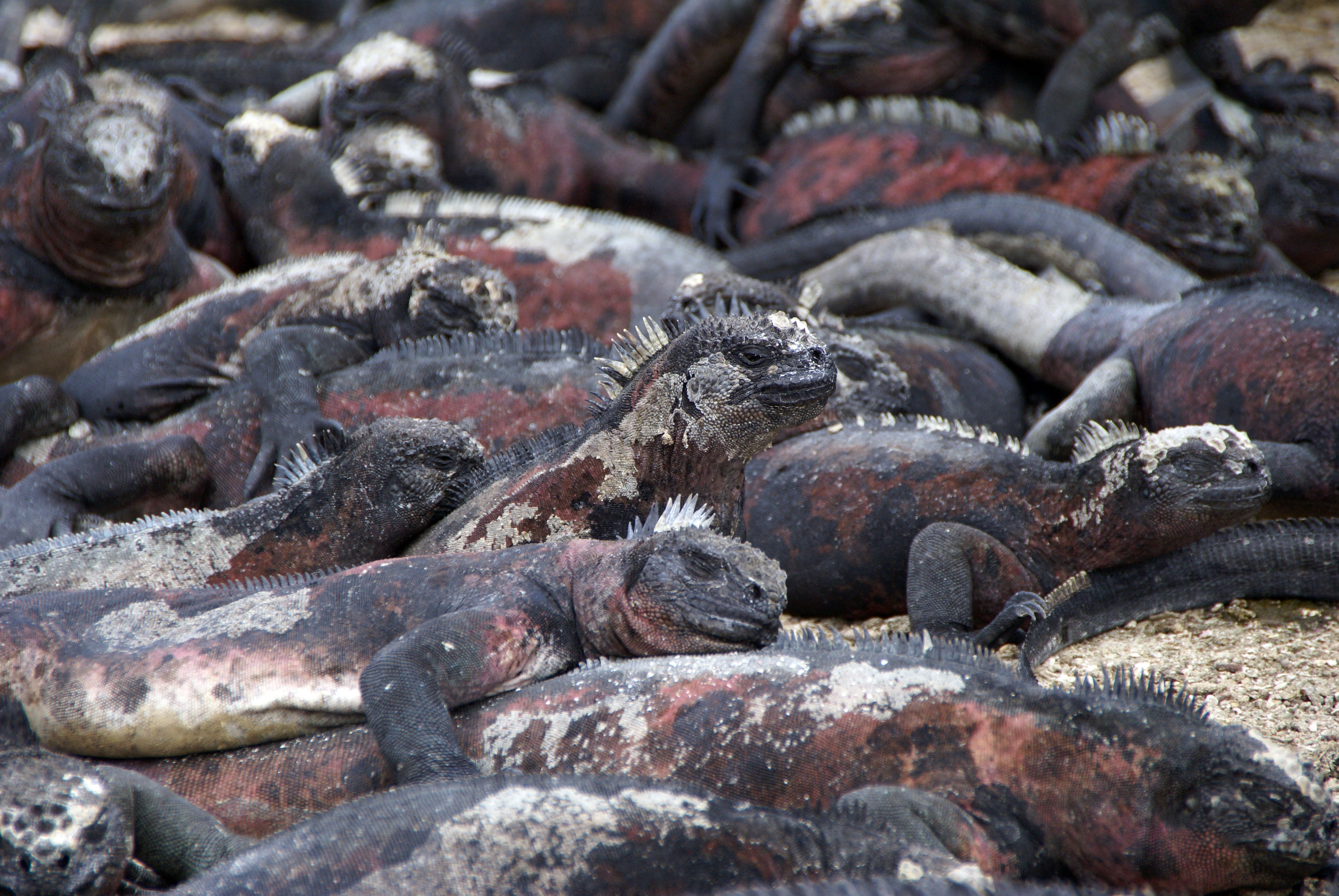
변종 에스파뇨라바다이구아나 A. c. venustissimus
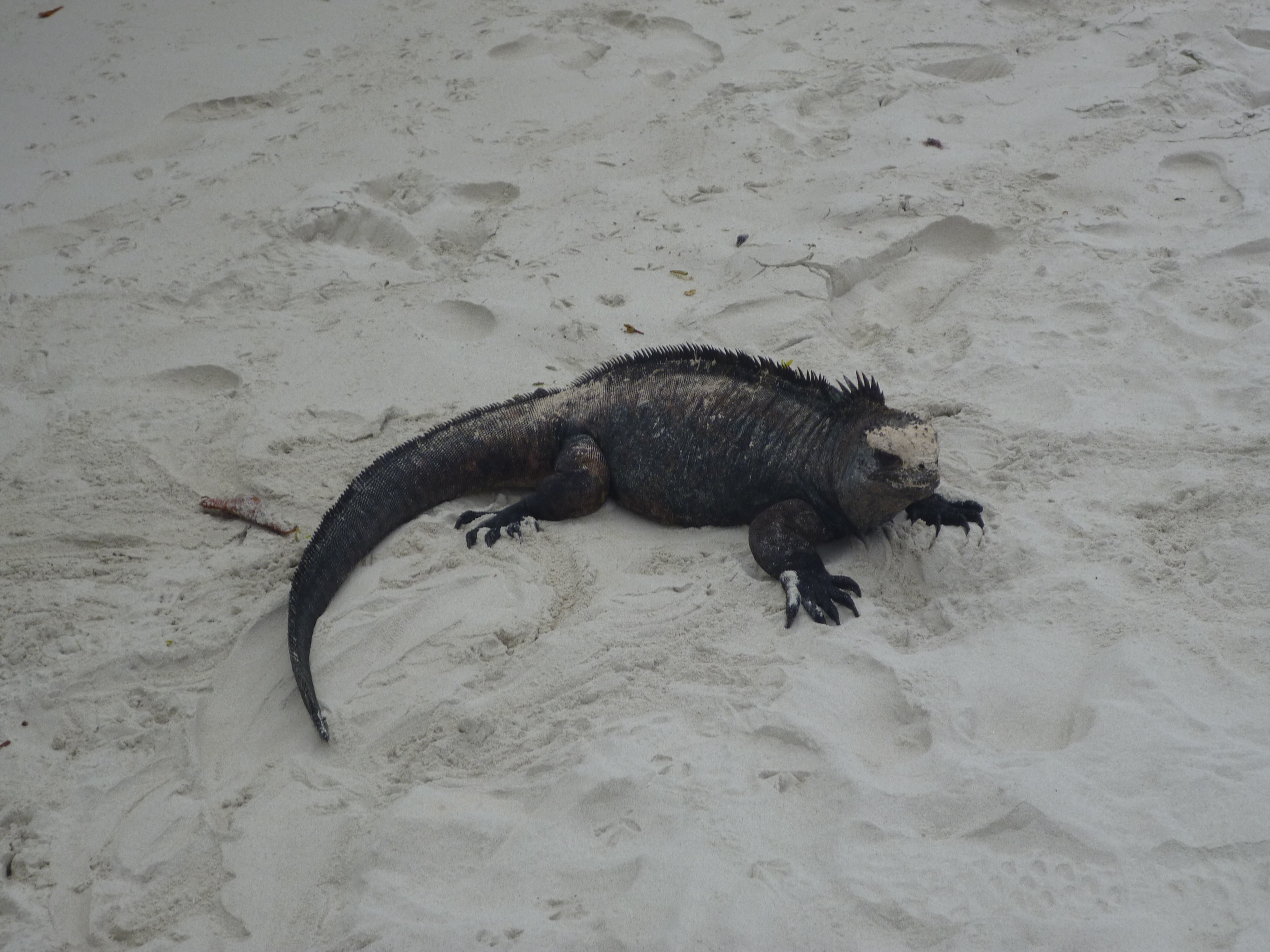
갈라파고스 군도 산타크루스섬

## 같이 보기
- 이구아나과
- 갈라파고스 제도